# Futbol'nyj Klub Admiralteec Leningrad
Il Futbol'nyj Klub Admiralteec Leningrad (in lingua russa Адмиралтеец Ленинград), noto anche come Admiralteec è stato un club calcistico sovietico di Leningrado.

## Storia
Fu fondato nel 1939 a Leningrado con il nome di Avangard (translitterazione di Авангард), come squadra di calcio dell'Ammiragliato di Leningrado.
Nel 1958, con la promozione nella massima divisione sovietica cambiò nome in Aldmilirates. Ha cessato di esistere nel 1962, lasciando il posto alla Dinamo Leningrado.
Ha disputato tre volte il massimo campionato sovietico (nel 1958, nel 1960 e nel 1961), evitando la retrocessione solo nel 1960.

## Palmarès

### Competizioni nazionali
- Pervaja Liga sovietica: 2

1957 (Girone 1 e Finale), 1959 (Girone 5 e Finale)

### Altri piazzamenti
- Coppa dell'Unione Sovietica:

Semifinalista: 1961